# جیسون تامسون
جیسون تامسون (انگلیسی: Jason Thomson؛ زادهٔ ۲۶ ژوئیهٔ ۱۹۸۷) بازیکن فوتبال اهل اسکاتلند است.
از باشگاه‌هایی که در آن بازی کرده‌است می‌توان به باشگاه فوتبال دانفرملین اتلتیک و باشگاه فوتبال هارت آف میدلوتیان اشاره کرد.